# Ocytata pallipes
Ocytata pallipes là một loài ruồi trong họ Tachinidae.